# Джерси (коронное владение)
Дже́рси (англ. Jersey [ˈdʒɜːrzi], фр. Jersey [ʒɛʁˈzɛ], норманд. Jèrri) — остров в проливе Ла-Манш в составе Нормандских островов. Самый крупный среди Нормандских островов, площадь — 116 км².
Население — 105 500 человек (по оценке 2017 года). Джерси — коронное владение Британской короны, но не является частью Великобритании. Защита Джерси является обязанностью Великобритании. Джерси имеет собственный парламент — Штаты Джерси. В состав коронного владения Джерси входит также несколько маленьких островов.

## Этимология
По оценке Е. М. Поспелова, из всех попыток интерпретировать этимологию названия острова наиболее вероятны две:
- от древнефризского gers («трава») + скандинавское еу («остров»);
- от личного имени Geirr, принадлежавшего норманну, завоевавшему остров.

См. также Нью-Джерси.

## История
От 240 до 40 тыс. лет назад Джерси, который тогда не был островом, населяли неандертальцы. На острове обнаружена многолетняя стоянка, множество артефактов неандертальцев, кости мамонтов со следами воздействия огня. 13 неандертальских зубов, найденных в 1910—1911 годах в пещере Ла Котт де Сент-Брелад, имеют многочисленные черты сходства с зубами современных людей и датируются возрастом примерно 48 тыс. лет назад. Профессор Крис Стрингер из Лондонского музея естественной истории сообщил, что версию о гибридном происхождении зубов сейчас проверяют палеогенетики, пытающиеся извлечь из зубов ДНК. Шейки зубов имели форму, как у современных людей, но у них также отсутствовал поперечный гребень неандертальских зубов. Это предполагало, что зубы произошли от потомства как неандертальца, так и современного человека.
10 фрагментов камней с гравировкой, найденные в Les Varines, датируются возрастом 15 000 лет назад.
На пляже рядом с небольшой деревней Гори на восточном побережье острова Джерси был найден наконечник копья бронзового века с остатками древка из клёна. Радиоуглеродное датирование клёна дало датировку от 1207 до 1004 года до нашей эры.
О судьбе острова до 930 года нашей эры мало известно, но некоторые открытия свидетельствуют о пребывании на острове римлян и галлов.
В 511 году остров Джерси стал частью Королевства Франков. Именно в это время на остров прибыли первые христианские миссионеры. Но окончательно христианство было установлено Святым Хельером в VI веке.
Своё современное название остров получил в IX—X веках в результате пребывания викингов на территории острова. Остров Джерси оставался частью Бретани до 933 года, когда, как и все Нормандские острова, стал достоянием Нормандской Короны: остров Джерси к Нормандскому герцогству в 933 году присоединил герцог Вильгельм Длинный Меч. И доныне большой процент островитян составляют франкоязычные норманны. Гимн острова — «Ma Normandie».
В 1066 году джерсийцы приняли участие в Английской экспедиции герцога Нормандии Вильгельма I Бастарда. Храбро сражаясь при Гастингсе, они помогли Вильгельму I стать Вильгельмом Завоевателем. Дальнейшая судьба острова Джерси тесно связана с Англией. В 1204 году, когда король Иоанн Безземельный потерял континентальную часть Нормандского герцогства, уступив её королю Франции Филиппу II Августу, Островная Нормандия осталась в подданстве Английской короны.
С 1337 по 1453 годы во время Столетней войны между Англией и Францией остров подвергся многочисленным атакам. В силу важности своего стратегического местоположения для Англии жители острова смогли выторговать у короля для себя ряд льгот и привилегий. Сразу после окончания Столетней войны в 1455 году началась война Алой и Белой Роз, во время которой остров Джерси был оккупирован французскими войсками на протяжении семи лет, а затем по настоянию сэра Ричарда Харлистона был возвращён под суверенитет Англии.
В XVI веке джерсийские рыбаки часто ходили через Атлантику к берегам Ньюфаундленда.
В 1643 году королевским вице-губернатором острова Джерси был назначен местный уроженец Джордж Картерет — смелый и бывалый моряк, свято хранивший верность династии Стюартов (унаследовавшей власть над Островной Нормандией от Роллонов и Плантагенетов). В 1644 году Карл I Стюарт пожаловал его вице-адмиралом «Джерси и морских смежных областей». Картерет сделал остров убежищем для гонимых роялистов и оперативной базой королевского флота. Его правление на Джерси было жёстким, но эффективным. Революционный Парламент заклеймил Картерета позором как пирата и исключил его из списка на будущую амнистию. В 1646 году и затем снова в 1649—1650 годах на Джерси находился принц Карл, который посвятил Картерета в рыцари и даровал ему титул баронета. В 1640-х годах Англия была расколота Гражданской войной, вражда распространилась на Шотландию и Ирландию и не обошла стороной остров Джерси. Симпатии жителей острова разделились на два лагеря: одна часть была на стороне парламента, а сторонники Джорджа Картерета поддерживали короля. Парламентарии, в итоге, захватили Джерси в 1651 году: 12 декабря 1651 года Картерет после семи недель осады был вынужден сдать Джерси силам революционного Парламента — и затем присоединился к изгнанникам-роялистам во Франции. Король Карл II в качестве благодарности за поддержку, оказанную ему на острове Джерси, решил наградить Джорджа Картерета большим земельным участком в английской колонии на территории Северной Америки. В 1664 году Джеймс, герцог Йоркский, выразил согласие, чтобы часть его североамериканской территории между реками Гудзон и Делавэр была передана сэру Джорджу Картерету и Джону, лорду Беркли, и чтобы в честь родины Картерета эта область получила название «Нью-Джерси».
После отмены Нантского Эдикта (17 октября 1685 г.) многие французские гугеноты покинули Отечество. Джерси и Островная Нормандия стали надёжным прибежищем для большого числа гугенотов. В 1739—1740 годах губернатором Джерси был генерал Жан Кавалье, француз-гугенот, бывший главком армии камизаров и герцог Севеннский.
XVIII век стал периодом политического напряжения между Францией и Британией. В силу своего географического расположения остров Джерси все время находился на военном положении. Во время Войны за Независимость в Америке были предприняты две попытки завоевания острова. В 1779 году принц германского герцогства Нассау попытался высадить свои войска, но попытка была неудачной. В 1781 году армия барона де Реллекура захватила Сент-Хелиер, но затем была побеждена британскими войсками. После непродолжительного затишья начались Наполеоновские войны, которые изменили остров Джерси навсегда[уточнить].
В период с 1 июля 1940 по 9 мая 1945 года остров был оккупирован нацистской Германией. Более 30 тысяч островитян были эвакуированы в пределы Великобритании. Остальных немцы время от времени сгоняли на фортификационные работы. Остров стал частью Атлантического вала. В период с октября 1941 по январь 1944 года руками военнопленных (испанцев, французов, русских, украинцев, молдаван) велось строительство системы подземных туннелей. В последний год войны эти туннели были переоборудованы в подземный госпиталь, который, впрочем, никогда не использовался. Многие строители погибли, не выдержав нечеловеческих условий. Немногих бежавших из лагеря спасли местные жители. Некоторые жители острова — ценой собственной жизни. Так как операцией Оверлорд не было предусмотрено освобождение Нормандских островов, Джерси был оккупирован вплоть до капитуляции Германии 9 мая 1945 года.
9 мая — государственный праздник, День Освобождения Джерси.
В честь острова получил своё название американский штат Нью-Джерси.
Самый известный житель острова — натуралист и писатель Джеральд Даррелл, основатель Джерсийского зоопарка (1959 год) и, на его базе, природоохранного Фонда охраны дикой природы.

## География
Коронное владение Джерси состоит из следующих островов, островных групп и рифов:
- Джерси
- Ле-Дируй
- Экреу
- Менкье
- Пьер-де-Лек
- Ла-Мотт
- Другие маленькие острова и рифы

## Административные округа на острове Джерси
Бейливик Джерси в административном отношении делится на 12 приходов.
1. Грувиль (Grouville) — расположен на юго-восточном окончании острова; является местом устричных отмелей.
2. Сент-Хелиер (St. Helier) — столица Джерси, деловой и самый густонаселённый округ острова, его главный торговый центр.
3. Сент-Брелад (St. Brelade) — охватывает южное и западное побережья острова.
4. Сент-Уэн (St. Ouen) — один из крупнейших и наиболее интересных округов.
5. Сент-Мартин (St. Martin) — отличается множеством традиционной сельскохозяйственной архитектуры.
6. Сент-Мэри (St. Mary) — северный и самый маленький из всех округов острова Джерси.
7. Сент-Джон (St. John) — исторический округ.
8. Сент-Сейвьер (St. Saviour) — гордится захоронением самой знаменитой дочери Джерси Эмилии Шарлотты ле Бретон, более известной как Лилли Лэнгтри.
9. Сент-Клемент (St. Clement) — юго-восточный прибрежный округ, имеет самую причудливую прибрежную часть на острове, которая получила название «Лунный ландшафт».
10. Сент-Лоренс (St. Lawrence) — более удалённый от моря округ, состоящий преимущественно из ферм и сельскохозяйственных угодий.
11. Сент-Питер (St. Peter)
12. Тринити (Trinity) — родина и штаб-квартира знаменитого Джерсийского фонда сохранения диких животных, основанного Джеральдом Дарреллом; местонахождение Джерсийского зоопарка — оба носят имя Джеральда Даррелла.

## Экономика
40 % экономики острова Джерси приходится на сектор оказания международных финансовых и юридических услуг. Джерси является так называемой «налоговой гаванью» (офшором), и поэтому привлекает огромное количество инвесторов со всего мира, желающих снизить свои налоговые выплаты. Среди прочих секторов можно назвать строительство, розничную торговлю, сельское хозяйство и туризм.
Здесь выведена джерсейская порода коров, дающая молоко с высокой жирностью (до 7 %), и отсюда пошло название тонкой трикотажной ткани.

## Спорт
Национальные команды Джерси участвуют как отдельные нации в Играх Содружества и в Островных играх. В 1997 году в Джерси проходили седьмые Островные игры. Джерси — родина футболиста сборной Англии Грэма Ле Со.